# Do or Die (album)
Do or Die is het debuutalbum van de Amerikaanse punkband Dropkick Murphys, uitgebracht in 1998. Het was het enige album van de band met zanger Mike McColgan. Er is een videoclip gemaakt voor de single "Barroom Hero".

## Nummers
Alle nummers zijn geschreven door Dropkick Murphys tenzij anders wordt aangegeven.
1. "Cadence to Arms" (volkslied) - 1:49
2. "Do or Die" - 1:50
3. "Get Up" - 2:06
4. "Never Alone" - 2:54
5. "Caught in a Jar" - 2:19
6. "Memories Remain" - 2:25
7. "Road of the Righteous" - 2:56
8. "Far Away Coast" - 2:41
9. "Fightstarter Karaoke" - 2:18
10. "Barroom Hero" - 2:57
11. "3rd Man In" - 2:18
12. "Tenant Enemy #1" - 2:13
13. "Finnegan's Wake" (volkslied) - 2:19
14. "Noble" - 2:34
15. "Boys on the Docks (Murphys' Pub Version)" - 2:33
16. "Skinhead on the MBTA" (Jacqueline Steiner, Bess Lomax Hawes, Dropkick Murphys) - 3:49

## Muzikanten
- Mike McColgan - zang
- Ken Casey - bas, zang
- Rick Barton - gitaar, zang
- Matt Kelly - drums